# Япринцев, Владимир Геннадьевич
Владимир Геннадьевич Япринцев (род. 14 августа 1961, Ашхабад) — советский самбист, многократный чемпион СССР, Европы и мира, обладатель Кубка мира, вице-президент Европейской ассоциации самбо, вице-председатель Белорусской федерации самбо и Белорусской федерации дзюдо, заслуженный мастер спорта СССР, Заслуженный тренер Республики Беларусь (2008). Кавалер серебряного ордена FIAS за выдающиеся заслуги в развитии самбо. Доктор философских наук в области социологии. Чемпион мира по самбо среди ветеранов. Председатель спортивно-технической комиссии FIAS. Соавтор международного информационного портала «Мы родом из самбо» www.izsambo.ru, созданного совместно с Чукисовым Николаем Владимировичем и разработанного при поддержке компании Mitgroup.

## Биография
Мать Япринцева выросла в детдоме и не помнила своих родителей. Приехала на комсомольскую стройку в Туркмению, где встретила своего будущего мужа. Отец Япринцева ушёл из семьи, когда ему было 9 лет. Матери, чтобы вырастить сына, приходилось работать одновременно в трёх местах.
Тренер Макаров Николай Павлович был белорусом, работавшим в Туркменистане. Он привёз своего воспитанника в Минск. На новом месте Япринцев поступил в институт физкультуры.
В годы перестройки стал выступать в Германии. Возможность ездить за границу стал совмещать с бизнесом: обеспечивал охрану товаров, поставлявшихся из-за рубежа. Познакомился с Юрием Чижом, на которого позже стал работать. Стал начальником службы безопасности фирмы «Трайпл». Впоследствии стал ближайшим партнёром Юрия Чижа. Сын Казбек также занимается бизнесом: является владельцем фирмы «Ямикс Групп» и футбольного сайта footballtop.ru.
Совладелец международного питомника среднеазиатской овчарки «Трайпл». Соавтор книги «Национальное самосознание как интегративный признак нации».
В 2009 году в списке самых богатых белорусских бизнесменов был на 31 месте, а в 2013 году — на 19-м.

## Судебное преследование
Был задержан КГБ Беларуси. В июле 2016 года над ним состоялся суд.
Был обвинен в мошенничестве, в ходе судебного разбирательства статья была переквалифицирована на ч. 1 ст. 405 УК — (была применена мера в виде штрафа). По мнению гособвинителя, Япринцев-старший знал о преступных действиях сына и его партнёров, но не сообщил об этих фактах в правоохранительные органы. Был освобожден в зале суда. Сын Казбек, в августе 2016 года приговоренный к лишению свободы на 8 лет за мошенничество, вышел на свободу в декабре 2018 года, после того как президент Беларуси удовлетворил его ходатайство о помиловании.
Владимир Япринцев вернулся и в спорт, и в бизнес. В частности, он продвигает продажи БЕЛАЗов в Монголии.
В 2019 году продолжал в судах решать вопрос о продаже своих активов и погашении долгов сына Казбека.

## Спортивные результаты
- Чемпионат СССР по самбо 1984 — ;
- Чемпионат СССР по самбо 1985 — ;
- Чемпионат СССР по самбо 1986 — ;
- Чемпионат СССР по самбо 1987 — ;
- Чемпионат СССР по самбо 1988 — ;
- Чемпионат СССР по самбо 1989 — ;
- Чемпионат СССР по самбо 1990 — ;
- Чемпионат СССР по самбо 1991 — .

## Достижения
- Орден святителя Кирилла Туровского I степени (2013, Белорусская православная церковь)[13]